# Montagne de Lachat (massif des Bauges)
Pour les articles homonymes, voir Montagne de Lachat (massif des Bornes) et Lachat.
La montagne de Lachat est une montagne de France, du massif des Bauges, dans les Préalpes.

## Géographie
Ce mont aux formes très arrondies s'étire selon un axe sud-ouest-nord-est en contrebas du mont Revard situé au nord-ouest et au-dessus du col de Plainpalais situé au sud-est. Le sommet culminant à 1 441 mètres est situé au centre de la montagne.
Le secteur est recouvert d'une forêt épaisse dépourvue d'habitations et de voies de communications à l'exception de chemins forestiers. Une variante du sentier de grande randonnée de pays Massif des Bauges contourne la montagne par le sud. À l'extrémité méridionale de la montagne de Lachat se trouve la station de sports d'hiver de la Féclaz.

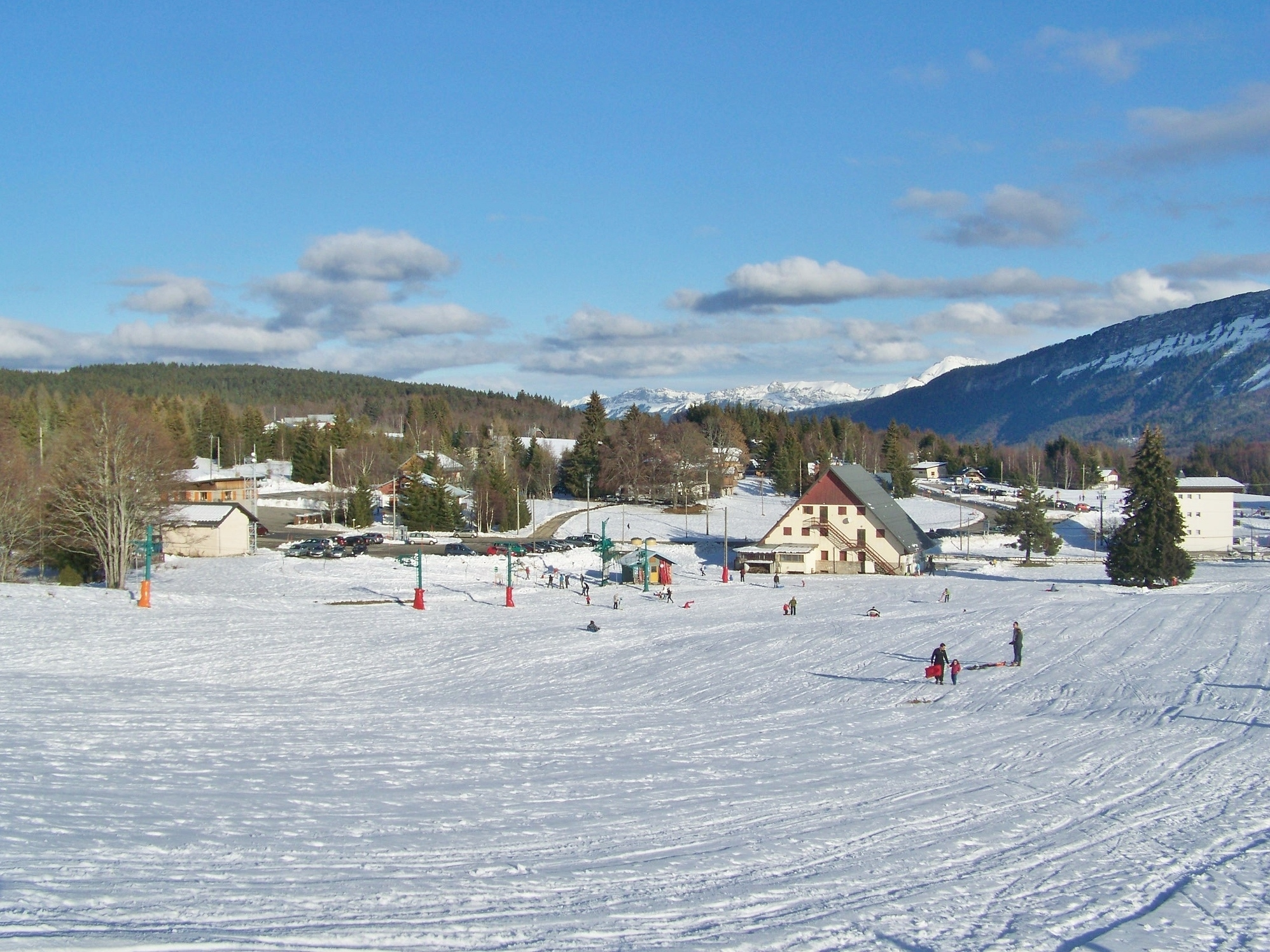
Vue de la Féclaz en hiver avec la montagne de Lachat sur la gauche et le mont Margériaz sur la droite.